# Karel D'Haene
Pour les articles homonymes, voir D'Haene.
Karel D'Haene, né le 5 septembre 1980 à Courtrai, est un joueur de football belge retraité. Il évoluait comme défenseur.

## Carrière

### Débuts professionnels
Karel D'Haene est formé au KSV Waregem dès 1987 et intègre l'équipe première en 1998. Le club évolue alors en Division 2. Il dispute son premier match officiel le 24 octobre 1998, à tout juste dix-huit ans, contre l'Antwerp. En fin de saison, le club termine avant-dernier et subit de plus une rétrogradation administrative qui le renvoie en Promotion. Le joueur reste malgré tout fidèle au club, dont il devient un des piliers en défense. Il inscrit son premier but lors d'un match de Coupe de Belgique face au Racing de Tournai, le 29 août 1999. En championnat, le club se qualifie pour le tour final mais échoue dès le premier tour face au KVVOG Vorselaar.

### Découverte de l'élite et transfert à l'étranger
En juin 2000, Karel D'Haene est transféré par l'Antwerp, remonté en Division 1. Il joue peu lors de sa première saison au « Great Old », ne disputant que six rencontres en championnat puis s'impose comme un titulaire dans la défense du club après le remplacement de Regi Van Acker par Henk Houwaart durant l'été 2001. Il passe les deux prochaines saisons dans la métropole anversoise, manquant peu de rencontres. En juillet 2003, il décide de tenter l'aventure à l'étranger et s'engage au Trabzonspor, un des grands clubs du championnat turc, quelques jours après son équipier Ibrahima Yattara.
Dans sa nouvelle équipe, Karel D'Haene gagne rapidement sa place de titulaire et dispute la quasi-totalité des rencontres de la saison 2003-2004 que son club termine vice-champion. Il participe également à la finale de la Coupe de Turquie, remportée face à Gençlerbirliği. La saison suivante est plus difficile pour lui et malgré des débuts encourageants, notamment lors des tours préliminaires de la Ligue des champions, il se retrouve le plus souvent sur le banc. Il décide alors de quitter le club en 2005 et rejoint une autre équipe turque, le Vestel Manisaspor. Il retrouve plus de temps de jeu mais ne reste qu'un an à Manisa. En juillet 2006, il revient en Belgique et s'engage au SV Zulte Waregem, récent vainqueur de la Coupe de Belgique

### Retour en Belgique
Karel D'Haene commence la saison comme titulaire à Zulte avant d'être relégué sur le banc à la suite d'une blessure. Il revient dans l'équipe lors d'un déplacement à l'Espanyol Barcelone en phase de groupes de la Coupe UEFA 2006-2007, au cours duquel il inscrit son premier but pour ses nouvelles couleurs. Par la suite, il conserve sa place dans l'équipe de base du club jusqu'en fin de saison. L'entraîneur Francky Dury continue à lui accorder sa confiance les saisons suivantes et il ne rate des rencontres qu'à la suite de suspensions ou de petites blessures. En février 2009, il prolonge son contrat au « Essevee » pour quatre saisons supplémentaires. Les changements d'entraîneur survenus entre 2010 et 2012 ne changent rien pour lui, qui reste un pion essentiel dans la défense flandrienne. Lors de la saison 2012-2013, il ne rate aucune minute de jeu depuis le début du championnat et prolonge son contrat jusqu'en 2014.

## Palmarès
- Vainqueur de la Coupe de Turquie en 2004 avec Trabzonspor.

## Statistiques
| Saison                | Club                  | Championnat           | Championnat | Championnat | Coupe(s) nationale(s) | Coupe(s) nationale(s) | Supercoupe | Supercoupe | Compétition(s) continentale(s) | Compétition(s) continentale(s) | Compétition(s) continentale(s) | Total | Total |
| Saison                | Club                  | Division              | M.          | B.          | M.                    | B.                    | M.         | B.         | Comp.                          | M.                             | B.                             | M.    | B.    |
| 1998-1999             | KSV Waregem           | Division 2            | 7           | 0           | 0                     | 0                     | 0          | 0          | -                              | 0                              | 0                              | 7     | 0     |
| 1999-2000             | KSV Waregem           | Promotion             | 26          | 1           | 4                     | 1                     | 0          | 0          | -                              | 0                              | 0                              | 30    | 2     |
| Sous-total            | Sous-total            | Sous-total            | 33          | 1           | 4                     | 1                     | 0          | 0          | -                              | 0                              | 0                              | 37    | 2     |
| 2000-2001             | R. Antwerp FC         | Division 1            | 6           | 0           | 0                     | 0                     | 0          | 0          | -                              | 0                              | 0                              | 6     | 0     |
| 2001-2002             | R. Antwerp FC         | Division 1            | 29          | 1           | 2                     | 0                     | 0          | 0          | -                              | 0                              | 0                              | 31    | 1     |
| 2002-2003             | R. Antwerp FC         | Division 1            | 24          | 0           | 2                     | 0                     | 0          | 0          | -                              | 0                              | 0                              | 26    | 0     |
| Sous-total            | Sous-total            | Sous-total            | 59          | 1           | 4                     | 0                     | 0          | 0          | -                              | 0                              | 0                              | 63    | 1     |
| 2003-2004             | Trabzonspor           | Süper Lig             | 27          | 0           | -                     | -                     | 0          | 0          | C3                             | 1                              | 0                              | 28    | 0     |
| 2004-2005             | Trabzonspor           | Süper Lig             | 17          | 1           | -                     | -                     | 0          | 0          | C1+C3                          | 4+2                            | 0                              | 23    | 1     |
| Sous-total            | Sous-total            | Sous-total            | 44          | 1           | -                     | -                     | 0          | 0          | -                              | 7                              | 0                              | 51    | 1     |
| 2005-2006             | Vestel Manisaspor     | Süper Lig             | 26          | 2           | -                     | -                     | 0          | 0          | -                              | 0                              | 0                              | 26    | 2     |
| Sous-total            | Sous-total            | Sous-total            | 26          | 2           | -                     | -                     | 0          | 0          | -                              | 0                              | 0                              | 26    | 2     |
| 2006-2007             | SV Zulte Waregem      | Division 1            | 22          | 2           | 0                     | 0                     | 1          | 0          | C3                             | 4                              | 2                              | 27    | 4     |
| 2007-2008             | SV Zulte Waregem      | Division 1            | 28          | 0           | 2                     | 0                     | 0          | 0          | -                              | 0                              | 0                              | 30    | 0     |
| 2008-2009             | SV Zulte Waregem      | Division 1            | 33          | 1           | 2                     | 0                     | 0          | 0          | -                              | 0                              | 0                              | 35    | 1     |
| 2009-2010             | SV Zulte Waregem      | Division 1            | 32          | 3           | 2                     | 1                     | 0          | 0          | -                              | 0                              | 0                              | 34    | 4     |
| 2010-2011             | SV Zulte Waregem      | Division 1            | 24          | 3           | 2                     | 0                     | 0          | 0          | -                              | 0                              | 0                              | 26    | 3     |
| 2011-2012             | SV Zulte Waregem      | Division 1            | 25          | 1           | 1                     | 0                     | 0          | 0          | -                              | 0                              | 0                              | 26    | 1     |
| 2012-2013             | SV Zulte Waregem      | Division 1            | 40          | 1           | 3                     | 0                     | 0          | 0          | -                              | 0                              | 0                              | 43    | 1     |
| 2013-2014             | SV Zulte Waregem      | Division 1            | 39          | 2           | 5                     | 0                     | 0          | 0          | LC+LE                          | 2+8                            | 0+0                            | 54    | 2     |
| 2014-2015             | SV Zulte Waregem      | Division 1            | 27          | 2           | 4                     | 1                     | 0          | 0          | LE                             | 4                              | 0                              | 35    | 3     |
| 2015-2016             | SV Zulte Waregem      | Division 1            | 0           | 0           | 0                     | 0                     | 0          | 0          | -                              | 0                              | 0                              | 0     | 0     |
| Sous-total            | Sous-total            | Sous-total            | 270         | 15          | 21                    | 2                     | 1          | 0          | -                              | 18                             | 2                              | 310   | 19    |
| Total sur la carrière | Total sur la carrière | Total sur la carrière | 429         | 19          | 29                    | 3                     | 1          | 0          | -                              | 21                             | 2                              | 480   | 24    |